# Gratis (Ohio)
Gratis és una població dels Estats Units a l'estat d'Ohio. Segons el cens del 2000 tenia 934 habitants.

## Demografia
Segons el cens del 2000, Gratis tenia 934 habitants, 349 habitatges, i 255 famílies. La densitat de població era de 383,6 habitants per km².
Dels 349 habitatges en un 39,5% hi vivien nens de menys de 18 anys, en un 60,7% hi vivien parelles casades, en un 8% dones solteres, i en un 26,9% no eren unitats familiars. En el 23,8% dels habitatges hi vivien persones soles el 7,7% de les quals corresponia a persones de 65 anys o més que vivien soles. El nombre mitjà de persones vivint en cada habitatge era de 2,61 i el nombre mitjà de persones que vivien en cada família era de 3,11.
Per edats la població es repartia de la següent manera: un 28,3% tenia menys de 18 anys, un 8% entre 18 i 24, un 34,7% entre 25 i 44, un 18,4% de 45 a 60 i un 10,6% 65 anys o més.
L'edat mediana era de 34 anys. Per cada 100 dones de 18 o més anys hi havia 102,4 homes.
La renda mediana per habitatge era de 36.522 $ i la renda mediana per família de 40.938 $. Els homes tenien una renda mediana de 31.477 $ mentre que les dones 21.583 $. La renda per capita de la població era de 16.304 $. Aproximadament el 7,3% de les famílies i l'11% de la població estaven per davall del llindar de pobresa.

## Poblacions més properes
El següent diagrama mostra les poblacions més properes.